# Luca Romagnoli

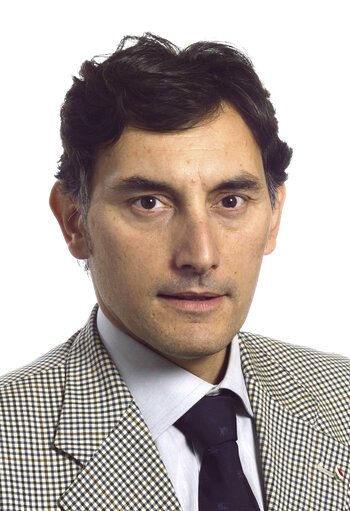
Luca Romagnoli, 2012

Luca Romagnoli (* 12. September 1961 in Rom) ist ein italienischer neofaschistischer Politiker.

## Politisches Wirken
Seit Februar 2002 Luca Romagnoli Vorsitzender der Partei Fiamma Tricolore und damit Nachfolger von Pino Rauti in diesem Amt. Auch Romagnoli hatte sich wie Rauti, allerdings erst später, von seinem früheren Weggefährten Gianfranco Fini abgesetzt, als der Vorsitzende der Alleanza Nazionale sich vom Faschismus distanzierte. „Man kann nicht wie Fini einfach behaupten, der Faschismus sei das absolute Übel gewesen“, so Romagnoli. Auf eine Frage nach der Existenz der Gaskammern in Auschwitz hatte er geantwortet: „Ich habe nicht die Mittel, um das zu bestätigen oder zu negieren“.
Er hat in der süditalienischen Region Basilikata Eltern eine Prämie von 1500 Euro in Aussicht gestellt, wenn sie ihre Neugeborenen Benito oder Rachele nennen – nach dem faschistischen italienischen Diktator Mussolini und seiner Frau.
Bei der von Januar bis November 2007 bestehenden Fraktion Identität, Tradition, Souveränität im Europäischen Parlament war Romagnoli als Vorsitzender der Fiamma Tricolore auch Mitglied des Vorstandes der Fraktion.